# Nihil
Nihil – ósmy album studyjny niemieckiego zespołu industrialnego KMFDM, wydany 4 kwietnia 1995 roku. Nagrany został rok wcześniej w Seattle w Waszyngtonie. Pierwszy singel albumu, Juke Joint Jezebel, stał się jednym z najbardziej rozpoznawalnych utworów zespołu, sprzedając się w ponad-milionowym nakładzie. Bardzo dobrze oceniony przez krytyków, Nihil jest jednym z najlepiej sprzedanych albumów KMFDM. Wersja zremasterowana została wydana w 2007 roku. Nihil jest jednym z dwóch albumów, do którego okładki nie stworzył Aidan Hughes (pierwszym jest debiutancki Opium). Okładka Nihil została stworzona przez amerykańską artystkę Francesca Sundsten.

## Opis
Album Nihil jest najpopularniejszym albumem zespołu KMFDM i sprzedał się w nakładzie ponad 200 000 egzemplarzy. Na albumie Nihil z zespołem po raz pierwszy współpracowało wielu innych muzyków, artystów i wokalistów ze sceny muzyki elektronicznej i industrialnej. Piosenki z albumu są utrzymywane w stylu heavymetalowym i industrialno-tanecznym. Największym hitem z albumu i zarazem najlepiej rozpoznawalną piosenką w historii zespołu KMFDM stał się utwór Juke Joint Jezebel - był jednym z największych hitów w klubach gotyckich i industrialnych w latach 90. XX wieku. Piosenki Terror i Dis-O-Bedience są nacechowane politycznie, a pierwsza z nich w swoim tekście ostrzega przed radykalizmami prawicowymi i lewicowymi i promuje liberalną wersję demokracji.

## Lista utworów
1. "Ultra" - 4:34
2. "Juke Joint Jezebel" - 5:40
3. "Flesh" - 5:02
4. "Beast" - 5:06
5. "Terror" - 4:50
6. "Search & Destroy" - 3:26
7. "Dis-O-Bedience" - 4:43
8. "Revolution" - 4:27
9. "Brute" - 4:25
10. "Trust" - 3:43
11. "Nihil" (utwór ukryty) - 2:04